# 68
68 (LXVIII) var ett skottår som började en fredag i den julianska kalendern.

## Händelser

### Juni
- 8 juni – Den romerska senaten accepterar Galba som kejsare.
- 9 juni – Kejsar Nero begår självmord.

### Okänt datum
- Lucius Clodius Macer gör uppror mot kejsar Nero.
- Den romerska senaten förklarar Nero vara persona non grata och Galba efterträder honom.
- De fyra kejsarnas år inleds. Galba (68), Otho (69) och Vitellius (69) regerar alla en kort tid, innan Vespasianus blir romersk kejsare.
- Detta är det sista året som täcks i Tacitus' Annaler, en historiebok över det romerska riket.
- Legio I Macriana liberatrix och I Adiutrix skapas.
- Trajanus far Marcus Ulpius Trajanus blir konsul i Rom.
- Markusevangeliet skrivs troligen detta år.
- Ignatios av Antiochia blir den tredje biskopen av Antiochia.
- En hängbro upphängd i järnkedjor konstrueras i Kina.
- Buddhismen kommer officiellt till Kina, då Vita hästens tempel byggs.

## Avlidna
- 9 juni – Nero, romersk kejsare sedan 54 (självmord)
- Vindex, upprorisk romersk guvernör.
- Onesimus, biskop av Byzantium.